# یواس‌اس چستر (سی‌ای-۲۷)
یواس‌اس چستر (سی‌ای-۲۷) (به انگلیسی: USS Chester (CA-27)) یک کشتی بود. این کشتی در سال ۱۹۲۹ ساخته شد.